# Instituto de Investigación en Señales, Sistemas e Inteligencia Computacional
El Instituto de Investigación en Señales, Sistemas e Inteligencia Computacional, también conocido como sinc(i), es un centro argentino de investigación y desarrollo dedicado a la inteligencia artificial y el análisis de señales y sistemas complejos. Su filiación es de doble dependencia entre la Universidad Nacional del Litoral y CONICET.

## Áreas de estudio
- Procesamiento inteligente de señales cardíacas
- Reconocimiento facial
- Bioinformática
- Bioacústica
- Agricultura de precisión
- Separación de fuentes sonoras
- Procesamiento de señales respiratorias
- Conteo automático de vehículos

## Patentes
- Modelo de aprendizaje automático para la predicción de desnutrición y otros trastornos del crecimiento en niños
- Método para detectar, clasificar y cuantificar en tiempo real la alimentación de rumiantes
- Proceso y dispositivo para detectar celo en un animal rumiante
- Procedimiento y dispositivo para la determinación del Índice de desaturación por Hora (IDH)
- Software para análisis de voz en rehabilitación foniátrica
- Corpus para la evaluación de pacientes con prótesis auditivas